# El sitio de mi recreo
"El sitio de mi recreo" es una canción del cantautor español Antonio Vega, grabada en agosto de 1992 y publicada en el álbum homónimo ese mismo año. El sencillo alcanzó el número 1 de las listas de éxitos españolas en marzo de 1993.

## Historia

### Composición
El tema fue compuesto por Antonio Vega en Ibiza, donde el músico había acudido a pasar unos días de vacaciones junto con su pareja y unos amigos. Vega compuso la canción en una tarde, aprovechando la ausencia de sus acompañantes, que habían salido a dar un paseo. Él, al sentirse indispuesto se quedó a solas en la cabaña donde se alojaban y el ambiente relajado de la isla le sirvió de inspiración para escribir el tema. De regreso a Madrid, grabó una maqueta de la canción en los estudios La Vila, acompañándose únicamente de una guitarra. El tema fue descrito por su autor como 
"una canción redonda y accesible… una canción paisajística que responde a un momento de inspiración en el que encuentras una secuencia que te lleva por un camino. Habla de los lugares donde uno se encuentra a gusto física y espiritualmente".

### Publicación
Tras la disolución de Nacha Pop en 1988, Antonio Vega había comenzado su carrera en solitario debutando en 1991 con el álbum No me iré mañana, grabado bajo el sello Área Creativa, subsidiario de la Discográfica Pasión. Aunque el álbum fue bien recibido, gracias especialmente al éxito del tema "Se dejaba llevar por ti", la situación de la compañía discográfica en 1992 no era buena y las prisas por rentabilizar la popularidad de Antonio Vega forzaron la publicación de un álbum recopilatorio que mezclaba canciones de la época de Nacha Pop, versiones y temas de su primer disco, publicado tan solo un año antes. "El sitio de mi recreo", que también dio nombre al disco, fue el único tema nuevo que se incluyó en el álbum, utilizando para ello la grabación realizada como maqueta, a expensas de su creador, que posteriormente declaró que hubiera preferido grabar una versión más pulida del tema.

### Recepción
A pesar de la sencillez de su producción, la canción tuvo un enorme éxito, fue lanzada como sencillo a finales de 1992 y entró en la lista de los 40 principales el 23 de enero de 1993. Permaneció un total de catorce semanas en la lista, coronando el número uno el 13 de marzo de 1993. El tema, además, fue galardonado con el Premio Ondas de música a la mejor canción del año.
"El sitio de mi recreo" fue regrabada posteriormente por Antonio Vega en los Estudios Black Barn and The Galler de Londres con la colaboración del guitarrista Nacho Béjar. Esta nueva versión fue incluida en el álbum Océano de Sol, grabado en la capital británica bajo la producción de Phil Manzanera y publicado en 1994.
La canción es considerada una de las mejores composiciones de Antonio Vega, junto con la "Chica de ayer" y "Lucha de Gigantes". En el documental de 2020, Eso que tú me das, que registra la última entrevista realizada a Pau Donés dos semanas antes de su fallecimiento, el cantante escogió la canción "El sitio de mi recreo" como su música ideal para poner los créditos finales a una vida.

## Versiones
En 1993 se publicó el álbum homenaje a Antonio Vega, …Ese chico triste y solitario, que incluyó versiones de las principales composiciones del músico, tanto de su etapa como integrante de Nacha Pop como de su carrera en solitario y en el que participaron artistas de la talla de Ketama, Cómplices, Tam Tam Go!, Fangoria, Los Secretos, Rosendo o Gabinete Caligari. En este disco se incluyó la primera versión de "El sitio de mi recreo", que fue interpretada por el grupo Los Caciques.
El 19 de diciembre de 2007, TVE emitió un especial dedicado a Miguel Bosé, dentro de la campaña de promoción de su álbum Papito. El programa incluía actuaciones del cantante a dúo con diversos artistas, interpretando canciones propias y versiones. Bosé interpretó junto a un deteriorado Antonio Vega una emotiva versión de "El sitio de mi recreo" que supuso la última actuación en televisión de Vega, que falleció en 2009 a causa de un cáncer de pulmón. Esta versión fue posteriormente publicada en la edición deluxe del álbum Papito. En 2008, la cantante Rosario Flores grabó una versión en vivo de la canción, interpretada a dúo con Antonio Carmona en el Gran Teatro del Liceo de Barcelona que fue publicada en el álbum de versiones Parte de mí.
En 2010, Universal Music publicó el álbum tributo a Antonio Vega, El alpinista de los sueños, con versiones de grupos como Los Planetas, Lori Meyers o Amaral. En este álbum se incluyó una versión de "El sitio de mi recreo" interpretada por el grupo Marlango, liderado por la actriz y cantante Leonor Watling. En 2018 se publicó un nuevo disco en homenaje a Antonio Vega titulado: Otra lucha de gigantes, que incluía una versión interpretada por Alejandro Sanz. En 2022 Teo Cardalda incluyó una versión del tema en su álbum de versiones El viaje que nunca acaba, un disco que el cantante gallego grabó acompañando su voz únicamente con el piano.
En 2024, Alba Molina acompañada de Mayte Martín y con la guitarra de Vicente Amigo publican un sencillo digital con su versión del tema de Antonio Vega, el tema forma parte del disco que conmemora los 25 años de Alba Molina en el mundo de la música.